# Project CARS
Project CARS (acrónimo de Community Assisted Racing Simulator) era un videojuego simulador de carreras desarrollado por Slightly Mad Studios y la comunidad en línea de World of Mass Development. El videojuego fue lanzado el 7 de mayo de 2015 y estaba disponible para Microsoft Windows, Steam OS/Linux, PlayStation 4 y Xbox One, en 2015 la versión para Wii U fue cancelada debido a problemas técnicos, según Slightly Mad Studios Project CARS era demasiado para Wii U. Las versiones de la séptima generación de consolas, como son la versión de PS3 y Xbox 360 han sido canceladas, principalmente debido a la llegada de sus sucesoras, la PS4 y Xbox One. Electronic Arts Inc. anunció el 8 de noviembre de 2022 que no habrá más juegos de ProjectCARS debido a que han decidido suspender definitivamente el futuro de la franquicia para enfocar su inversión y talento en otras IPs de conducción de la compañía.

## Financiación
La financiación de Project CARS fue cubierta en su totalidad por la comunidad y los propios desarrolladores. A través de la compra de paquetes de herramientas (Tool Pack), los jugadores podían ayudar al desarrollo y obtener privilegios especiales, en función de su contribución financiera. Después de invertir, podían influir en el proyecto a través del portal de la comunidad y recibir una parte de las ganancias del juego después de su lanzamiento.

## Contenido

### Automóviles
- Alpine (lmp2)
- Ariel
- Aston Martin
- Audi
- BAC
- Bentley
- BMW
- Caterham
- Team Lotus
- Dallara
- Ford
- Formula Cars
- Ginetta
- Gumpert
- Oreca
- McLaren
- Mercedes-Benz
- Mitsubishi
- Pagani
- Palmer
- Radical
- Renault
- Ruf
- W Motors

### Circuitos
| Circuito                      | País                   | Karting | Variantes                                           |
| ----------------------------- | ---------------------- | ------- | --------------------------------------------------- |
| Azure Coast                   | Francia                | No      | Eastbound, Westbound, Stage 1, Stage 2, Stage 3     |
| Azure Coast GP                | Mónaco                 | No      | GP                                                  |
| Brands Hatch                  | Reino Unido            | No      | GP, Indy                                            |
| Brno                          | República Checa        | No      | GP                                                  |
| Cadwell Park                  | Reino Unido            | No      | GP, Club, Woodland                                  |
| California Highway            | Estados Unidos         | No      | Northbound, Southbound, Stage 1, Stage 2, Stage 3   |
| Chesterfield                  | Reino Unido            | Sí      | GP                                                  |
| Circuit de Catalunya          | España                 | No      | GP                                                  |
| Donington Park                | Reino Unido            | No      | GP, National                                        |
| Dubai Autodrome               | Emiratos Árabes Unidos | Sí      | GP, National, International, Club, Kart             |
| Glencairn                     | Escocia                | Sí      | GP, Reverse, East, East Reverse, West, West Reverse |
| Greenwood                     | Irlanda                | Sí      | GP                                                  |
| Hockenheimring                | Alemania               | No      | GP, National, Short                                 |
| Imola                         | Italia                 | No      | GP                                                  |
| Le Mans                       | Francia                | No      | Circuit de 24 Heures du Mans, Le Circuit Bugatti    |
| Laguna Seca                   | Estados Unidos         | No      | GP                                                  |
| Autodromo Nazionale Monza     | Italia                 | No      | GP, Short                                           |
| Motorsport Arena Oschersleben | Alemania               | No      | GP, Indy                                            |
| Mount Panorama                | Australia              | No      | GP                                                  |
| Nürburgring                   | Alemania               | No      | GP, Muellenbach, Sprint, Sprint Short               |
| Nürburgring                   | Alemania               | No      | Nordschleife, Stage 1, Stage 2, Stage 3             |
| Oulton Park                   | Reino Unido            | No      | Fosters, International, Island                      |
| Sakitto (Suzuka)              | Japón                  | No      | GP, National, International, Sprint                 |
| Silverstone Circuit           | Reino Unido            | No      | GP, National, International, Stowe                  |
| Snetterton                    | Reino Unido            | No      | 100, 200, 300                                       |
| Sonoma                        | Estados Unidos         | No      | GP, National, Shor                                  |
| Spa-Francorchamps             | Bélgica                | No      | GP                                                  |
| Summertton                    | Reino Unido            | Sí      | GP, National, Sprint                                |
| Watkins Glen                  | Estados Unidos         | No      | GP, Short                                           |
| Willow Springs                | Estados Unidos         | No      | International Raceway, Horse Thief Mile             |
| Zhuhai                        | China                  | No      | GP                                                  |
| Circuito de Zolder            | Bélgica                | No      | GP                                                  |